# Публікуйся або загинь
«Публікуйся або загинь», «публікуйся або помри» — афоризм, який описує сучасну ситуацію в науці, яка вимагає публікації наукових робіт, щоб досягти успіху в академічній кар'єрі. Такий інституційний тиск, як правило, найсильніший у дослідницьких університетах. Деякі дослідники визначили середовище публікації або зникнення як фактор, що сприяє кризі відтворюваності.
Успішні публікації привертають увагу до вчених та їх спонсорських установ, що може сприяти подальшому фінансуванню та їхній кар'єрі. У поширеному академічному сприйнятті науковці, які рідко публікують публікації або які зосереджуються на діяльності, яка не призводить до публікацій, наприклад, навчанні студентів, можуть втратити позиції в конкурентній боротьбі за доступні посади. Тиск щодо публікацій якомога частіше є причиною поганої роботи (статті), представленої в академічних журналах. Цінність опублікованої роботи часто визначається престижем наукового журналу, у якому вона опублікована. Журнали можна виміряти їхнім імпакт-фактором (IF), який є середньою кількістю цитувань статей, опублікованих у певному журналі за останні два роки.